# Picris spinifera subsp. algarbiensis
Picris spinifera subsp. algarbiensis é uma subespécie de planta com flor pertencente à família Asteraceae. 
A autoridade científica da subespécie é (Franco) Capelo, tendo sido publicada em Silva Lusitana 16(2): 266. 2008.

## Portugal
Trata-se de uma subespécie presente no território português, nomeadamente em Portugal Continental.
Em termos de naturalidade é possivelmente endémica de Portugal Continental.

## Protecção
Não se encontra protegida por legislação portuguesa ou da Comunidade Europeia.